# ديفيد هنتر (ضابط)
ديفيد هنتر (بالإنجليزية: David Hunter)‏ هو ضابط أمريكي، ولد في 21 يوليو 1802 في تروي في الولايات المتحدة، وتوفي في 2 فبراير 1886 في واشنطن العاصمة في الولايات المتحدة.

## وصلات خارجية
- دايفيد هنتر على موقع الموسوعة البريطانية (الإنجليزية)